# Parsonsia sanguinea
Parsonsia sanguinea är en oleanderväxtart som först beskrevs av Wernh., och fick sitt nu gällande namn av Markgraf. Parsonsia sanguinea ingår i släktet Parsonsia och familjen oleanderväxter.

## Underarter
Arten delas in i följande underarter:
- P. s. albiflora
- P. s. brassii
- P. s. cruttwellii
- P. s. millikenii
- P. s. sepikensis
- P. s. vinkii